# 藻岩発電所

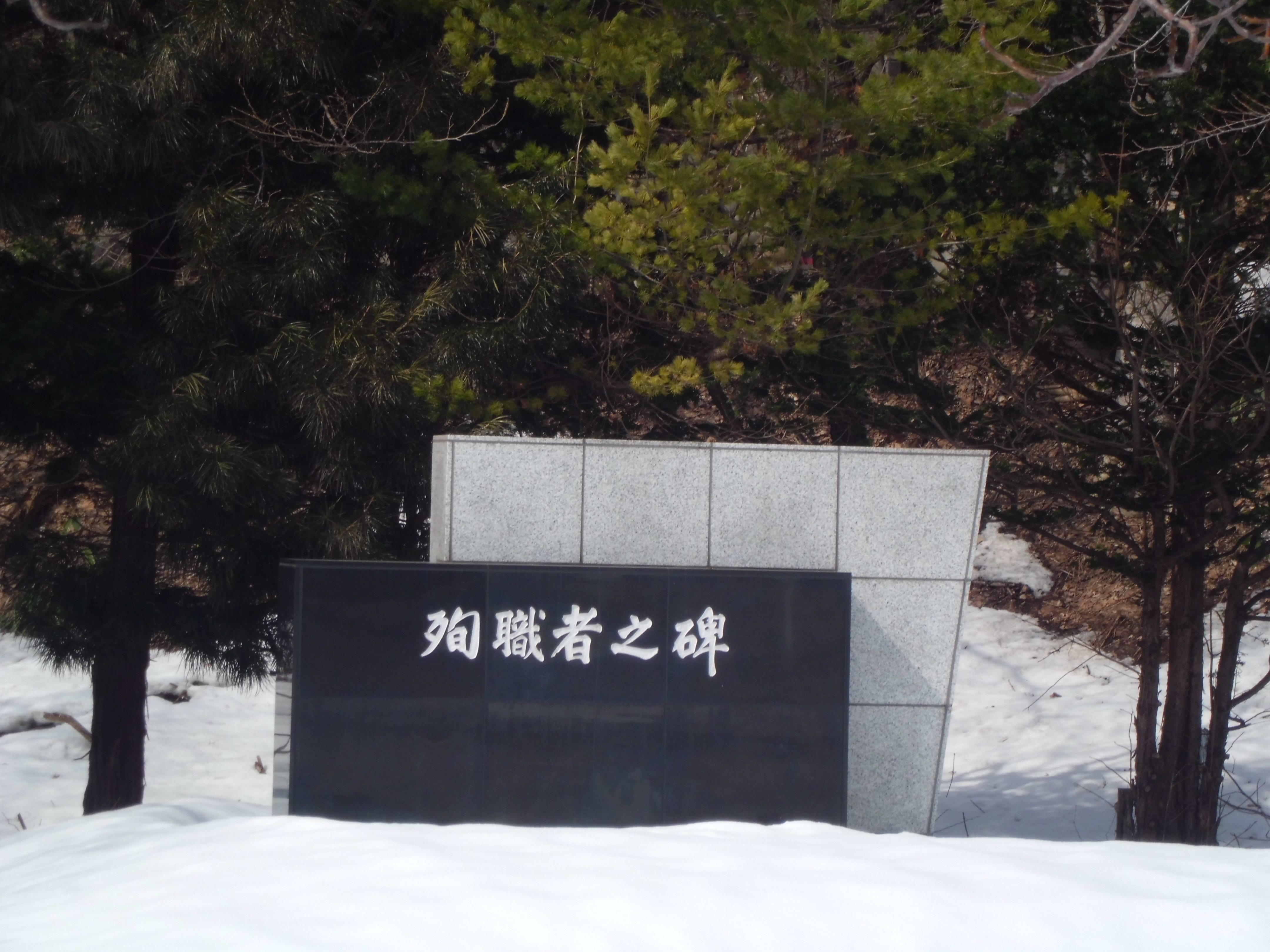
殉職者之碑

藻岩犠牲者の碑

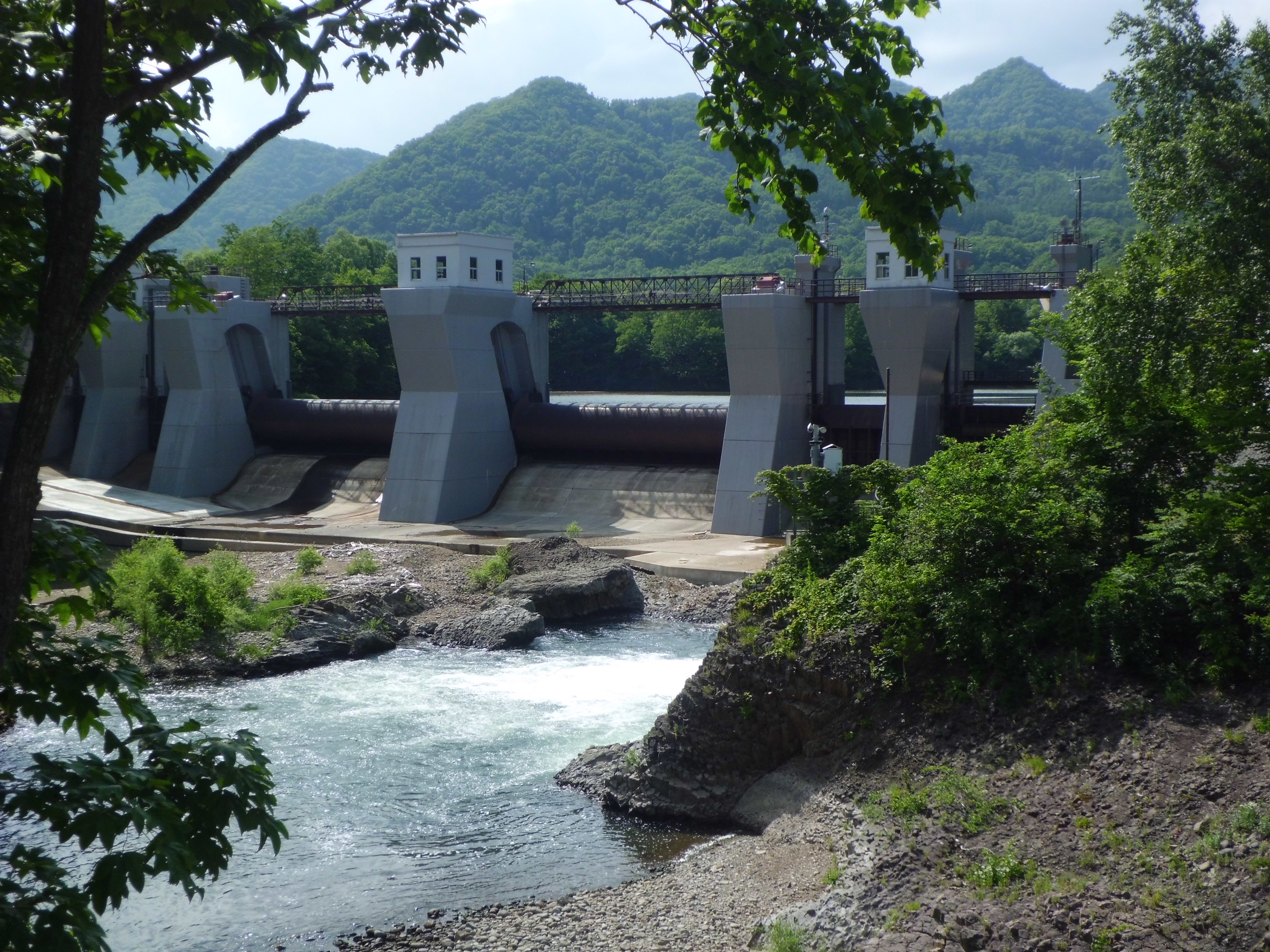
藻岩ダム

藻岩発電所（もいわはつでんしょ）は、北海道札幌市南区南33条西11丁目3に設置されている、北海道電力の水力発電所である。札幌市街地に最も近い発電所である。

## 概要
藻岩発電所が運転を開始したのは、1936年9月のことである。簾舞地区の豊平川に建設された藻岩ダムを水源とし、そこから約10.4キロメートルの地下水路が藻岩発電所へと続いている。なお、水路は旧藻岩浄水場まで延びており、全長は約13キロメートルにおよぶ。藻岩発電所の水力発電機は全部で3基設置されており、その合計出力は約12.6 (MW)である。この発電機を回すために用いられた水は、発電所の下を流れている山鼻川へと放流される。山鼻川は豊平川の支流の1つであるため、結局、この発電所で使用した水の大部分は豊平川へと還流する。ただし、一部の水は札幌市の水道水としても使用されている。藻岩発電所の周辺は、山鼻川の河川改修の際に公園として整備され、誰でも入ることができるようになっている。これに対して、藻岩発電所の内部は一般には開放されておらず、見学には特定の分野を学ぶ北海道の学生であることなどの条件が設定されている。

## 建設時の強制労働
札幌市の上水道整備が始まった1936年（昭和11年）、市が藻岩浄水場の建設を進める一方で、電力会社も業界の主導権を求めて施設建設への参入を試みており、北海道電力の前身のひとつである「北海水力電気」によって藻岩発電所が建てられた。
藻岩発電所は、先行するいくつかの水力発電所とは段違いに大規模なものだったが、それだけに工事の困難さは辛酸を極めた。発電所と浄水場の建設に際しては、朝鮮人・日本人を問わず強制連行されてきた人々がタコ部屋労働を強いられ、判明しているだけでも約3年間で34名が死亡した。
藻岩発電所の近くには、強制労働の犠牲者追悼のため「殉職者之碑」が建てられた。これとは別に、南30条西10丁目にも、同様の目的で「藻岩犠牲者の碑」が1994年6月に建てられた。

## 藻岩浄水場水力発電所
藻岩発電所とは別に、現在の藻岩浄水場も1984年から、取水場と浄水場との間の約45メートルの高低差を利用して水力発電を行っている。そして、2007年9月には発電設備が更新された。藻岩浄水場水力発電所の水源は豊平川であり、藻岩ダムから藻岩導水トンネルを通して引いてきている水である。2007年9月以降の出力は、約0.4 (MW)である。藻岩浄水場水力発電所で発電された電力のうち、約5割が浄水場内で消費され、約1割は札幌市水道記念館で消費される。しかし、残りの3割強の電力が余剰となるため、これを北海道電力へと売電することで電力供給も行っている。なお、藻岩浄水場水力発電所で使用された水は、札幌市の水道水として使用される。
2007年に「藻岩発電所・取水堰」は土木学会選奨土木遺産に選ばれる。